# Indigo Girls
Indigo Girls es un dúo de folk-rock estadounidense formado por Amy Ray y Emily Saliers. 

## Trayectoria
Tuvieron su inicio en un acto en el Eddie's Attic y fueron parte de la escena musical que se desarrolló en Athens (en el estado de Georgia), que incluye a grupos como The B-52's, Pylon, R.E.M., los Georgia Satellites y Love Tractor.
El grupo se formó en 1985, año en el que editaron el sencillo "Crazy game". En 1987 editaron su primer álbum que se titula "Strange fire". El éxito de 10,000 Maniacs, Tracy Chapman y Suzanne Vega animó a la discográfica Epic Records a fijarse en otras cantautoras, por lo que la empresa firmó con el dúo en 1988.
Así llegó el disco "Indigo Girls", que incluía "Closer to fine", su primer gran éxito. En 1990 ganaron un premio Grammy a la mejor grabación de folk contemporáneo. Además, este dúo ha participado en diferentes ediciones del festival de música femenina Lilith Fair.
Los siguientes años de su trayectoria se han visto sucedidos de diferentes discos como "Nomads*Indians*Saints" (1991), "Rites of Passage" (1992), "Shaming of the Sun" (1997), "Come on Now Social" (1999), "Become You" (2002) y "All That We Let In" (2004), entre otros.
Aparte, ambas también han realizado trayectorias musicales por separado, sobre todo Amy Ray.
El grupo también ha destacado por ser muy activo políticamente además de musicalmente. Han contribuido a causas como el medio ambiente, los derechos de las personas homosexuales, los derechos de los nativos americanos y en la lucha por la abolición de la pena de muerte.
En cuanto a su vida personal, ambas se han identificado como lesbianas. Amy Ray ha mantenido relaciones con la músico Cooper Seay y la autora feminista Jennifer Baumgardner y actualmente es pareja de la directora de documentales Carrie Schrader. Emily Saliers es pareja de Leslie Zweben.

## Discografía

### Álbumes de estudio
- Indigo Girls (EP, 1987)
- Strange Fire (1987, versión independiente con once canciones, relanzado en 1989 bajo una discográfica con diez canciones) US #159
- Indigo Girls (1989) US #22
- Nomads Indians Saints (1990) US #43
- Rites of Passage (1992) US #21
- Swamp Ophelia (1994) U.S #9, UK #66[1]
- Shaming of the Sun (1997) US #7
- Come on Now Social (1999) US #34
- Become You (2002) US #30
- All That We Let In (2004) US #35
- Despite Our Differences (2006) US #44
- Poseidon and the Bitter Bug (2009) US #29
- Holly Happy Days (2010)
- Beauty Queen Sister (2011) #35
- One Lost Day (2015)

### Live albums
- Back on the Bus, Y'all (EP en vivo, 1991)
- 1200 Curfews (1995) US #40
- Perfect World (EP) (en vivo, 2004)
- Staring Down the Brilliant Dream (en vivo, 2010)

### Compilaciones
- Deadicated (1991), versión de "Uncle John's Band"
- 4.5 (lanzado sólo en Australia y el Reino Unido, 1995) UK #43[1]
- Retrospective (2000) US #128
- Rarities (2005) US #159

### Otras participaciones
- Deadicated (1991), versión de "Uncle John's Band"
- Joan Báez – Ring Them Bells (1995) – "Don't Think Twice"
- Sweet Relief II: Gravity of the Situation (1996) – "Free of Hope"
- 107.1 KGSR Radio Austin – Broadcasts Vol. 10 (2002) – "Moment of Forgiveness"
- WYEP Live and Direct: Volume 4 – On Air Performances (2002) – "Become You"
- Pink – I'm Not Dead (2006) – "Dear Mr President"
- Anne Murray – Anne Murray Duets: Friends & Legends (2007) – "A Little Good News"
- Brandi Carlile – The Story (2007) – "Cannonball"
- Metro: The Official Bootleg Series, Volume 1 (2010)
- Where Have All the Flowers Gone: A Tribute to Pete Seeger, versión de "Letter to Eve"